# مات برودريك
مات برودريك (بالإنجليزية: Matt Broderick)‏ هو لاعب كرة قاعدة أمريكي، ولد في 1 ديسمبر 1877 في Lattimer, Pennsylvania ‏ في الولايات المتحدة، وتوفي في 26 فبراير 1940 في فريلاند في الولايات المتحدة.

## وصلات خارجية
- مات برودريك على موقعبيزبول رفرنس.كوم (الدوري الرئيسي) (الإنجليزية)
- مات برودريك على موقع مشجعي الرسوم البيانية (الإنجليزية)